# John Patrick Treacy
John Patrick Treacy (* 23. Juli 1890 in Marlborough, Massachusetts, USA; † 11. Oktober 1964) war ein US-amerikanischer Geistlicher und römisch-katholischer Bischof von La Crosse.

## Leben
John Patrick Treacy empfing am 8. Dezember 1918 das Sakrament der Priesterweihe für das Bistum Cleveland.
Am 21. August 1945 ernannte ihn Papst Pius XII. zum Titularbischof von Metelis und zum Koadjutorbischof von La Crosse. Der Apostolische Delegat in den USA, Erzbischof Amleto Giovanni Cicognani, spendete ihm am 2. Oktober desselben Jahres die Bischofsweihe; Mitkonsekratoren waren der Koadjutorbischof von Cleveland, Edward Francis Hoban, und William David O’Brien, Weihbischof in Chicago.
Mit dem Tod Alexander Joseph McGavicks am 25. August 1948 folgte er diesem als Bischof von La Crosse nach.
John Patrick Treacy nahm an den ersten beiden Sitzungsperioden des Zweiten Vatikanischen Konzils als Konzilsvater teil.